# 직업교육
직업교육(職業敎育)은 직업인으로서의 인재를 육성하기 위한 지식 · 기능을 습득시키기 위한 교육을 말한다. 도제 제도와도 관련이 깊다. 세계 인권 선언에서는 "기술 교육 및 직업 교육은 일반적으로 이루어질 수 있는 것이어야 한다." (제26 조 1)고 규정하고 있다.

## 나라별 직업교육

### 오스트레일리아
오스트레일리아의 직업교육은 거의 대부분은 중등 교육 이후에 공인 교육 기관 (Registered training organisation)에서 이루어진다. 일부 학교에서는 10-12세에서 직업 교육을 시작하는 곳도 있다. 직업교육을 하는 곳은 공립과 사립 기관이 있으며, 자격에 대해서는 오스트레일리아 자격 체제 (AQF)가 존재한다. AQF는 레벨 1-10까지 분류되어 있다.
공공 기관으로는 기술 · 추가 교육 (Technical and further education, TAFE)이라는 주립 직업 교육 학교가 있으며, 2004년 기준으로는 오스트레일리아 전역에 79개 존재한다.

## 같이 보기
- 공업 고등학교
- 이탈리아의 교육